# IG Farben
IG Farben bio je njemački konglomerat kemijskih tvrtki. 
Osnovan je 25. prosinca 1925. godine kao fuzija velikoga broja njemačkih kemijskih tvrtki: BASF, Bayer, Hoechst (uključujući Cassellu i kemijsku tvornicu Kalle), Agfa, Chemische Fabrik Griesheim-Elektron i Chemische Fabrik vorm. Weiler Ter Meer, iako su najvažnije tvrtke koje su ga formirale radile već od Prvog svjetskog rata. U nadzornom odboru bili su brojni poznati kemičari i industrijalci toga doba: Arthur von Weinberg, Carl Müller, Edmund ter Meer, Adolf Haeuser, Franz Oppenheim, Theodor Plieninger, Ernst von Simson, Carl Bosch, Walther vom Rath, Wilhelm Kalle, Carl von Weinberg iCarl Duisberg.
U početku su mnoge od tih tvrtki proizvodile boje, ali su uskoro počele istraživati druga područja kemije, održavajući monopol u kemijskoj proizvodnji. Tijekom nacističke Njemačke počeli su proizvoditi plin ciklon B, otrov koji se uobičajeno koristio u vrijeme protjerivanja Židova. Konglomerat je nakon Drugog svjetskog rata prestao s radom odlukom saveznika zbog neljudskih uvjeta rada i suradnje s nacistima. Nastalo je niz tvrtki, od kojih neke i danas uspješno posluju kao što su: BASF, Bayer i Agfa.